# Levinsenia gracilis
Levinsenia gracilis är en ringmaskart som först beskrevs av Catherine A. Tauber 1879.  Levinsenia gracilis ingår i släktet Levinsenia och familjen Paraonidae. Arten är reproducerande i Sverige. Inga underarter finns listade i Catalogue of Life.